# Литвиненко, Валентин Гаврилович
Валентин Гаврилович Литвиненко (1908, Кременчуг — 1979, Киев — украинский советский художник, график, живописец, писатель, народный художник УССР (1960).

## Биография
Родился 28 августа 1908 года в Кременчуге в семье ремесленника (торговца ?), детство провел в селе Деймановка на Полтавщине, куда мать с пятью детьми переехала после смерти мужа.
В 1924 году Валентин Литвиненко вместе с матерью приехали в Крым, где шестнадцатилетним юношей он начал работать сначала чернорабочим, учеником маляра, впоследствии кровельщиком. Работая на строительстве, в 1929—1930 годах одновременно учился в художественной студии Николая Самокиша в Симферополе .
В 1932—1934 годах учился на рабфаке при Харьковском художественном институте .
В 1934 году переехал в Киев, стал художником и ретушером в газете «Комсомолец Украины», где также публикуются его карикатуры. В 1934-35 годах учился в студии Селезнева .
В предвоенное время Литвиненко работает в «Госнацмен-издании», «Детиздате», издательстве «Искусство». С 1941 года — работник журнала «Перец», автор символа журнала — человечка в широких красных штанах.
Во время Великой Отечественной войны работает в сатире: рисует сатирические открытки, газетные рисунки, плакаты. Среди заметных работ — композиции «Победитель» (1942), «1942 год в Украине», «Дяденька, я боюсь», плакаты «Гитлер капут!», «Из мира по нитке», «Комментарии лишние» (1944), гравюры «Рус не кажется», «Дяденька, я боюсь!», «Детский сад», «Душегубка», сатирическое письмо «Жюри» (1945) и т. д.
В 1954 году художник создает серию «Исчезающие виды птиц», где в образе птиц олицетворяет человеческие изъяны и слабости. В середине 60-х годов довольно часто обращается к форме рисунка- басни .
Создал многочисленные лирические пейзажи. Впоследствии иллюстрирует произведения классиков украинской литературы: Леси Украинки, Ивана Франко, Леонида Глебова и другие. Автор иллюстраций к поэме Шевченко «Сон» (гуашь, 1949), цвет. линогравюр «Памятник Т. Г. Г. Шевченко в Киеве» (1954) и «Причинная» (1961), плаката по мотивам произведения Шевченко «Осии глава XIV» (линогр., акв., 1961), рисунка «Думы» (гуашь, 1964).
Член Союза художников СССР .
Произведения Валентина Литвиненко представлены в Национальном художественном музее Украины, других музеях, галереях и частных коллекциях в Украине и других странах. Архивный фонд художника хранится в Центральном государственном архиве-музее литературы и искусства Украины (ф. 1000, оп. 1, 2), он насчитывает 656 единиц.
В 1954-79 годах проживал в Киеве по адресу ул. Красноармейская 12 в квартире № 23 . В 1970, 1971 годах жил и работал в Седневе.
Умер 15 декабря 1979 в Киеве.

## Награды и признание
Участник художественных выставок: республиканских — с 1944 года, всесоюзных — с 1946-го, зарубежных — с 1956. Имел персональные выставки в Киеве, Москве, Ленинграде .
Член КПСС с 1949. Заслуженный деятель искусств УССР (1958), народный художник УССР (1960), награждён Золотой медалью «Борец за мир» Советского Комитета защиты мира (1969), орденом Трудового Красного Знамени, орденом Дружбы народов.